# Wilhelm Bernhard Trommsdorff
Wilhelm Bernhard Trommsdorff (* 16. Juli 1738 in Erfurt; † 6. Mai 1782 ebenda) war ein  deutscher Mediziner, Chemiker und Botaniker.

## Leben
Der Sohn des kurmainzischen Garnisons-Apothekers Wilhelm Hieronymus Trommsdorff (1708–1768), seit 1734 Besitzer der Schwan-Apotheke zu Erfurt, und der Catharina Christiana von Gerstenberg (1714–1762) wurde am 17. Juni 1738 in der evangelischen Kaufmannskirche (Erfurt) getauft. Zunächst besuchte er in Erfurt die Kaufmännerschule, ab 1753 das Evangelische Ratsgymnasium. Im Jahr 1756 ließ er sich an der Hohen Schule, der heutigen Universität Erfurt, immatrikulieren. Anschließend setzte er sein Medizinstudium an der Universität Göttingen fort.
Trommsdorff übernahm nach dem Tod seines Vaters im Jahr 1768 dessen Apotheke in Erfurt. Da er aber später durch seine Tätigkeit als Leibarzt des kurmainzischen Statthalters Erfurts Karl Theodor von Dalberg sowie als Allgemeinmediziner und Hochschullehrer über Gebühr in Anspruch genommen wurde, übertrug er die Leitung der Apotheke Provisoren, deren bedeutendster 1781/82 der spätere Hallenser Universitätsprofessor Friedrich Albrecht Carl Gren (1760–1798) war.
Denn schon seit dem 17. Oktober 1767 war Trommsdorff Mitglied der Erfurter Akademie, seit 1768 Professor der Medizin und der Chemie an der Universität Erfurt. Am 10. Oktober 1772 wurde er in die Leopoldina aufgenommen. Zu Trommsdorffs Studenten an der Universität Erfurt zählt u. a. Sigismund Friedrich Hermbstädt (1760–1833).
Er ist Autor einiger pharmazeutischer Werke.
Sein Großvater war der Theologie-Professor Johann Samuel Trommsdorff, sein Sohn der Apotheker und Pharmazeut Johann Bartholomäus Trommsdorff.
Trommsdorff starb im 43. Lebensjahr an einer langwierigen Krankheit.

## Werke (Auswahl)
- Dissertatio inavgvralis medico-chemica De oleis vegetabilivm essentialibvs eorvmqve partibvs constitvtivis, Verlag Nonnius, 1765
- Wilhelmvs Bernhardvs Trommsdorff ... ad avdiendas praelectiones medicas officiose invitat hacqve occasione De sale mirabili glavberi commentatvr, Verlag Nonnius, 1771